# Palazzo della Real Paggeria
Il Palazzo della Real Paggeria è un palazzo storico di Napoli, situato in via Solitaria.

## Storia e descrizione
Il palazzo venne costruito nel XVII secolo su di un suolo appartenente al Monastero di San Luigi di Palazzo. Originariamente l’immobile era composto di un pian terreno, un piano ammezzato, due piani nobili e di un terzo più piccolo in altezza rispetto a tutti gli altri, ai quali restava sufficientemente collegato a mezzo di quattro tese di scale. Nel 1734 venne istituita la Real Paggeria che si insediò negli anni successivi in questo edificio che venne così rifatto da Luca Vecchione, come testimoniato da dei documenti di pagamento del 1752-1753. Intorno al 1820 la costruzione della possente fabbrica della Basilica di San Francesco di Paola causò delle lesioni alle fondamenta del palazzo, prontamente riparate. Nel 1825 la Paggeria venne soppressa e nel 1838 la Tesoreria Generale ne propose la vendita all'asta, subendo il rifiuto del re. Restò tra i beni della Casa Reale, con la funzione e di alloggio del personale di servizio del sovrano e di accoglienza dei suoi ospiti. Presumibilmente cominciò a trasformarsi in un condominio privato dopo l'Unità d'Italia.
Il palazzo si presenta come un edificio di quattro piani, al quale si accede attraverso un imponente portale a bugne su via Solitaria. Di grande impatto è la scala aperta settecentesca a tre arcate che chiude la prospettiva del cortile principale, alla cui base vi è una nicchia che accoglie un gruppo scultoreo. Un passaggio laterale sotto di essa, caratterizzato da imponenti ghimberghe strombate, conduce al piccolo cortile secondario a pianta circolare.

## Altre immagini

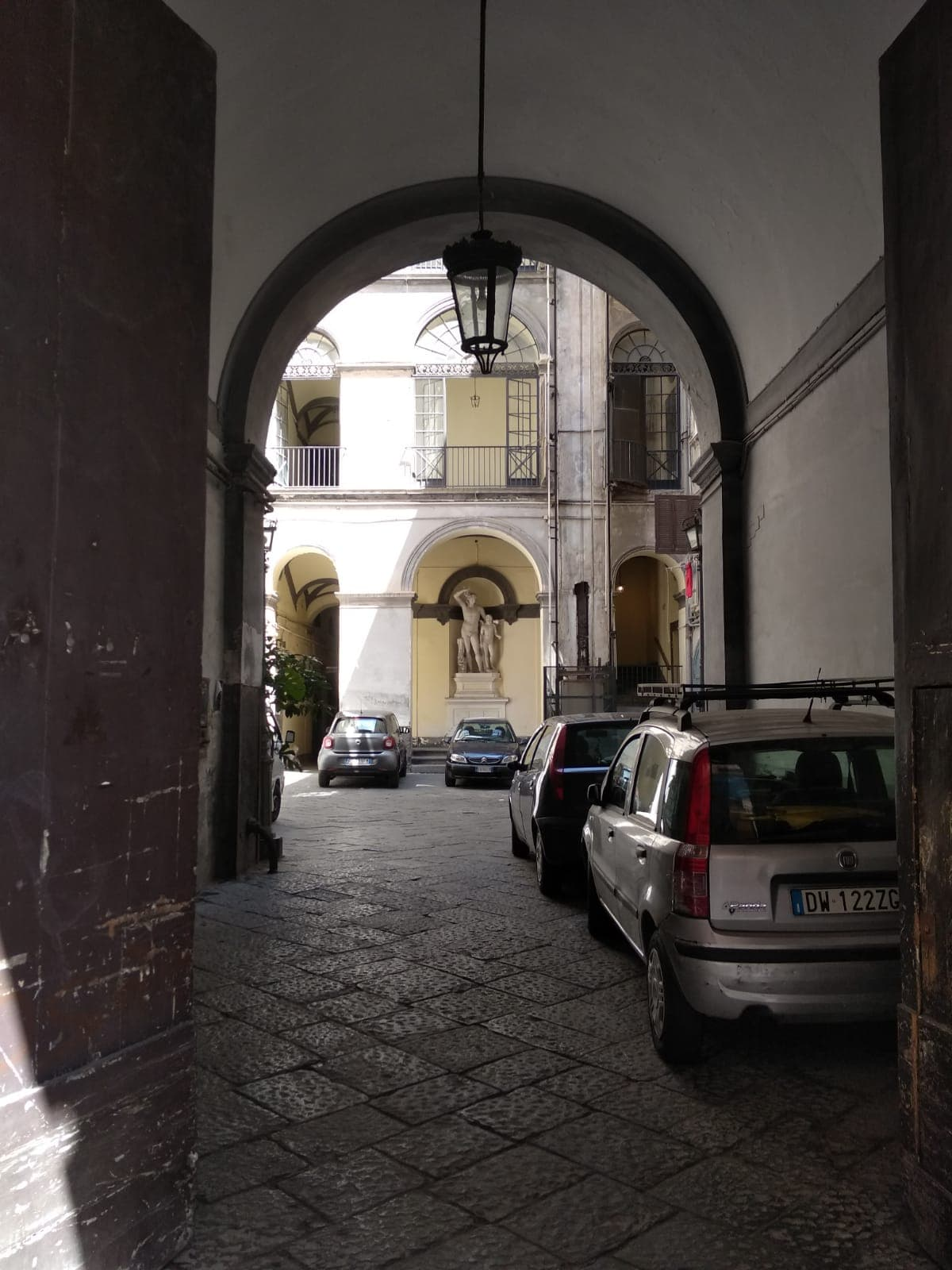
Cortile principale con la scala aperta